# Сабитова, Зинаида Какбаевна
Зинаи́да Какба́евна Саби́това (22 октября 1962 г., Алтайский край, РСФСР) — казахстанский филолог, доктор филологических наук (1999 г.), профессор (2003 г.), автор монографий по функциональному синтаксису, лингвокультурологии, грамматике русского языка, исторической грамматике русского языка, функциональной грамматике, автор учебников русского языка для общеобразовательных школ. 
Сферы научной деятельности — синтаксис современного русского и древнерусского языка, функциональный синтаксис русского языка, историческая грамматика русского языка, сравнительно-историческое исследование грамматических, функционально-семантических категорий, семантических оппозиций в диахронии, лингвокультурология, межкультурная коммуникация в синхронии и диахронии, функционирование русского языка в Казахстане, методика преподавания русского языка как родного и иностранного.

## Образование
В 1983 г. с отличием окончила Павлодарский педагогический институт по специальности «Русский язык и литература». 
С 1988 по 1991 гг. обучалась в очной аспирантуре по специальности 10.02.01 — русский язык — на кафедре русского языка в Казахском педагогическом институте им. Абая.
В 1991 г. в Казахском государственном университете защитила кандидатскую диссертацию по теме «Отрицательные бытийные предложения в древнерусском языке (по памятникам XI—XIV веков)» (специальность 10.02.01 — русский язык).
В 1996 г. ей присвоено учёное звание доцента по специальности «Языкознание».
В 1999 г. в КазГУ им. аль-Фараби защитила докторскую диссертацию «Категория определённости / неопределённости предложения (сравнительно-историческое исследование)» (специальность 10.02.20 — сравнительно-историческое, типологическое и сопоставительное языкознание).
В 2003 г. присвоено учёное звание профессора.

## Карьера
1983—1988 гг. - преподаватель кафедры русского языка Павлодарского педагогического института. 
1991—2002 гг. — старший преподаватель, доцент кафедры русского языка Казахского национального педагогического университета им. Абая. 
2004—2011 гг. - заведующий кафедрой русской филологии Казахского национального университета им. аль-Фараби. 
2013—2014 гг. — профессор-исследователь Отделения современных языков Хельсинкского университета (Финляндия).
2015—2021 гг. — профессор Отделения русского языка и литературы Анатолийского университета (г. Эскишехир, Турция).
В настоящее время — профессор Хантер колледжа Городского университета Нью-Йорка (США).

## Научная деятельность
История синтаксиса русского языка. В докторской диссертации “Категория определенности / неопределенности предложения (сравнительно-историческое исследование)” (Алматы, 1999), в монографии “Категория определенности / неопределенности в древнерусском языке” (Алматы, 1999) впервые была обоснована сущность категории определенности / неопределенности в древнерусском языке, предпринят системный подход к описанию простых (определенно-личных, неопределенно-личных) предложений древнерусского языка. 
Результаты исследований по истории русского языка были реализованы в учебнике “Историческая грамматика русского языка” . В нем описываются общие закономерности, тенденции развития фонетики, морфологии и синтаксиса русского языка, даются задания, направленные на совершенствование у студентов навыков исторического комментария единиц современного русского языка, объяснения их как результата длительной эволюции языка, анализа системы русского языка в сравнении с другими славянскими языками.  
Межкультурная коммуникация, древнерусско-тюркские языковые и культурные контакты. В 2007 г. вышла монография «Прошлое в настоящем: Русско-тюркские языковые и культурные контакты» , посвященная проблеме отражения прошлого русско-тюркских контактов в «настоящем» языка. В монографии описывается судьба тюркизмов в русском языке как результата русско-тюркского диалога, как феномена евразийской культуры; выявляется их первоначальное значение, историко-культурный источник, объясняющий корни общих представлений славянских и тюркских народов. Данная работа является значительным вкладом в разработку сложнейших и в высшей степени актуальных проблем межкультурной коммуникации, лингвокультурологии, диахронической лексикологии. Обращение к лингвокультурологическому анализу единиц контактирующих языков в диахронии позволило глубже понять закономерности и особенности функционирования языковых единиц, полнее осмыслить идиоэтнические особенности взаимодействующих языков.
Функциональный синтаксис русского языка. Соавтор книги “Функциональный синтаксис русского языка” , в которой на основе принципа “от значения к форме” дано функциональное описание единиц русского языка, выражающих различные семантические категории, напр., действие, существование, локацию, обладание, авторизацию, каузацию, определенность и др. В ней представлена первая в русистике последовательная, хотя и экспериментальная, классификация предложений и членов предложений на русском языке с точки зрения семантики. Значимость книги заключается в том, что в ней единицы языка рассматриваются “от содержания к форме”, т. е. с позиции говорящего, создающего предложение.
Лингвокультурология. В книге “Лингвокультурология”  освещаются темы: взаимоотношения языка и культуры, отражение культуры в языке, человек в языке и культуре, язык и культура в межкультурной коммуникации. Особое внимание в ней обращено на человека, который является носителем, творцом языка и культуры и сущность которого «покоится в языке» (M. Heidegger). Результаты исследований связи языка и культуры также опубликованы в статьях: “Человек в языке: способы вживания в культуру и язык” ; “Национально-культурная и универсальная составляющая семантики языковых единиц” ; “Культурная коннотация грамматических единиц в учебнике по русскому языку”  и др.
Проблемы функционирования русского языка в Казахстане. В научных трудах З. К. Сабитовой отмечается, что в языках, функционирующих на территории Казахстана, находит отражение особая — евразийская — ментальность, которая и предопределила различия “казахстанского” русского и российского русского языка. Русский язык в процессе функционирования в многонациональном Казахстане приспосабливается к потребностям носителей языков, вследствие чего он неизбежно варьируется, приобретая особенности, обусловленные влиянием на него родного языка говорящего. Особенностям функционирования русского языка в Казахстане посвящены статьи “Русский язык в Казахстане: лингвистические, социолингвистические и геополитические параметры” ; “The Russian language in Kazakhstan: status and functions” . 
К исследованию этой темы были привлечены магистранты, совместно был создан учебный “Словарь евразийской лингвокультуры Казахстана” (Алматы, 2011, 189 с., соавт.: Г. Т. Жанкидирова, К. С. Скляренко, Д. С. Шантаева, А. Т. Шетиева). В словаре описываются концепты культуры Казахстана, в которых отражается связь языка, культуры и ментальности. 
Учебниковедение, обучение русскому языку как родному и иностранному. Автор учебников “Русский язык” для 5–11 классов общеобразовательных школ, утвержденных МОН РК, а также методических руководств для учителей, в которых подробно описаны методы обучения русскому языку, развития функциональной грамотности, особенности организации уроков русского языка, см. статьи: “Учебник русского языка для казахстанской средней школы в контексте интегрированного образования” ;  “Учебник русского языка: Ответы на вызовы XIX века” ; “Учебник русского языка в системе интегрированного обучения”  и др.
Функциональная грамотность в современном образовании. Монография “Уроки русского языка. Функциональная грамотность”  посвящена рассмотрению проблемы развития функциональной грамотности учащихся на уроках русского языка. В ней формулируются задачи современного образования, отвечающего интересам, потребностям личности и общества, требованиям информационно насыщенного века; описывается концепция преподавания русского языка, созданная на основе модели четырехмерного образования и ориентированная на совершенствование функциональной грамотности по всем видам речевой деятельности — чтению (традиционному и дисплейному), письму, слушанию, говорению, на освоение навыков, развитие личных качеств обучающихся и применение стратегий метаобразования; анализируется внедренная в школы Казахстана интегрированная учебная программа по русскому языку и инновационная карта знаний по русскому языку; характеризуются стратегии развития навыков функционального чтения и слушания, письменной и устной речи; предлагаются различные типы заданий по русскому языку, направленных на развитие функциональной грамотности.

## Научные проекты, исследования
Участвовала в Государственной программе «Мәдени мұра» — «Культурное наследие» на 2004—2006 гг. (п. 55 Плана мероприятий Правительства Республики Казахстан — формирование издания «Әлемдік мәдениеттану ой-санасы»): соавтор при создании 10 тома «Қазақстанның қазіргі заманғы мәдениеттану парадигмалары», раздел «Тілдердін лингвистика-мәдениеттану феномені ретіндегі өзара әсері» (Алматы: Жазушы, 2006).
Была членом Главной редакции 3-го и 5-го томов Национальной энциклопедии «Казахстан» (Редакция научного и литературного контроля) в рамках Государственной программы «Мәдени мұра» (Алматы: Қазақ энциклопедиясы, 2005 и 2007).
В 2009—2011 гг. участвовала в фундаментальном научном исследовании Министерства образования и науки РК «Түркілік рухани мұра — әлемдік өркениеттің құрамдас бөлігі» по программе «6.6. Қазақ ұлттық әдеби тілі және оның Уақыт пен Кеңістікте даму жолдары, ұлтқа, жалпы адамзатқа тән мәдени құндылықтарды сіңіру». Исследовала формы взаимодействия составляющих евразийского пространства — языка, культуры, ментальности; разработала научно-теоретические основы лингвистического описания полифонии евразийства в лингвокультуре Казахстана как компоненты национальной идеи.
Участвовала в совместном с факультетом филологии и искусств Санкт-Петербургского государственного университета проекте «Создание комплекта адаптированных учебников по русскому языку и литературе» (Российская Федерация, 2007—2008);
Принимала участие в проекте Фонда «Русский мир» «Создание комплекта адаптированных учебных пособий по морфологии русского языка для филологических специальностей университетов РК» (Российская Федерация, 2010—2011);
Была участником проекта «Towards Russian frequency grammar», финансируемого Академией наук Финляндии (Хельсинкский университет, Финляндия, 2013—2014). Итогом работы стала монография "Функциональный синтаксис русского языка" (М., Юрайт, 2019 г.).

## Основные работы
1. Категория определенности / неопределенности в древнерусском языке. - Алматы, 1999. - 165 с.
2. Типология простых предложений в современном русском языке: Учебное пособие. - Алматы: Казак университетi, 2005. - 106 с.
3. Прошлое в настоящем. Русско-тюркские языковые и культурные контакты. - Алматы, 2007. - 274 с.
4. Гендерная оппозиция в языке: диахронический аспект. - Алматы: Қазақ университеті, 2007. - 157 с.
5. Словарь евразийской лингвокультуры Казахстана: Учебный словарь. - Алматы: Қазақ университетi, 2011. - 189 с. (в соавт.: Жанкидирова Г. Т., Скляренко К. С., Шантаева Д. С., Шетиева А. Т.)
6.	Морфология современного русского языка: Учебник. - Алматы: Қазақ университеті, 2011. - 240 с. (в соавт.: Сулейменова Э. Д., Алтынбекова О. Б., Екшембеева Л. В.)
7.	Морфология современного русского языка: Книга для преподавателя. - Алматы: Қазақ университеті, 2011. - 140 с. (в соавт.: Сулейменова Э. Д., Алтынбекова О. Б., Екшембеева Л. В.)
8.	Морфология современного русского языка: Сборник текстов и заданий. - Алматы: Қазақ университеті, 2011. - 160 с. (в соавт.: Сулейменова Э. Д., Алтынбекова О. Б., Екшембеева Л. В.)
9. Обобщенно-личные предложения в русском языке: Учебное пособие. - Алматы: Қазақ университетi, 2012. - 188 с. (в соавт.: Сыздыкова Г. К.)
10. Речевое поведение: вчера и сегодня: Учебное пособие. - Алматы: Қазақ университеті, 2012. - 174 с. 
11. Лингвокультурология: Учебник. - М.: Флинта : Наука, 2013. - 528 с.
12. Историческая грамматика русского языка: Учебник. - М.: Флинта : Наука, 2014. - 512 с.
13. Русская грамматика (продвинутого уровня). Rusça Dilbilgisi (Ileri Grammer) (2 части: Ч. 1. Ankara: Dоrliyon Yaınları, 2016. - 164 с.; Ч. 2. Ankara: Dоrliyon Yaınları, 2017. - 143 с.)
14. Функциональный синтаксис русского языка. - М.: Юрайт, 2019. - 728 с. (в соавт.: Мустайоки А., Бирюлин Л. П., Парменова Т. В. )

## Опубликованные научные статьи
Имеет более 80 опубликованных статей в научных журналах, сборниках трудов по итогам конференций и симпозиумов. 
Статьи, ссылки для чтения которых находятся в открытом доступе: 
1.	Адаптация учебных пособий по морфологии современного русского языка к казахстанской системе филологического образования // Международный журнал прикладных и фундаментальных исследований. 2013. № 7. С. 113–116. (в соавт.: Сулейменова Э. Д.)  
2.	«Лайк» как знак особой культуры общения в социальных сетях // Cross-Cultural Studies: Education and Science (CCS&ES). Vol. 3, Issue III, November, 2016. С. 43–52.  
3.	Национально-культурная и универсальная составляющая семантики языковых единиц // Русский язык и культура в зеркале перевода. М.: Высшая школа перевода МГУ, 2012. С. 456–461. 
4.	Неопределенно-личные предложения в древнерусском языке // Acta Linguistiса. 2012. Vol. 6. No 1. С. 33–43. 
5.	Новые лингвистические направления XX-XXI вв. // Язык и метод: Русский язык в лингвистических исследованиях XXI века. Krakow: Wydawnictwo Uniwersytetu Jagielonskiego Wydanie I, 2012. S. 347–360. 
6.	Постпозитивное -тъ, -та, -то в древнерусском и древнеболгарском языках // Acta Linguistica: Journal of Contemporary Language Studies. 2008. Vol. 2. No 1. P. 58–70. 
7.	Учебник русского языка для казахстанской средней школы в контексте интегрированного образования // The Internatıonal Vırtual Forum-Istanbul 2016: Humanıtarıan Aspects In Geocultural Space. Istanbul, 2016. Р. 380–389. (в соавт.: Кенжебаева Л. Т., Скляренко К. С.)  
8.	Темпоральность как спецификатор семантической структуры в функциональном аспекте // Language and Method. Krakow: Wydawnictwo Uniwersytetu Jagielonskiego Wydanie III. 2016. Р. 215–227 
9.	Технологии развития критического мышления в учебнике по русскому языку // Лики русистики в информационном виртуальном пространстве. Чхонан (Южная Корея): Изд-во Данкук университет, 2018. С. 347–353  
10.	Учебник по русскому языку: ответы на вызовы XXI века // Русское слово в многоязычном мире. СПб.: МАПРЯЛ, 2019. С. 1252–1257. 
11.	Учебник русского языка в системе интегрированного обучения // II Всемирный конгресс в реальном и виртуальном пространстве «Восток–Запад: пересечения культур». Киото: Университет Киото Сангё, изд-во "Tanaka Print", 2019. Том II. С. 364-368. (в соавт.: Алтынбекова О. Б.) 
12.	The Russian language in Kazakhstan: status and functions // Russian Journal of Communication. - London, 2015 (в соавторстве: Алишариева А.) 

## Учебники для школ
Является членом авторских коллективов учебно-методических комплексов по русскому языку для школ Казахстана с 2004 года. Принимала активное участие в реализации Государственной программы по 12-летней школе: член авторского коллектива разработчиков «Содержания образования основного звена 12-летней школы» по предмету «Русский язык» (МОН РК); автор экспериментальных учебников «Русский язык» для 5, 6, 8 классов 12-летних школ. В условиях реформирования национальной системы образования Казахстана, когда возникла повышенная потребность в создании учебников нового поколения для общеобразовательных школ РК, она была руководителем авторских коллективов по созданию учебников «Русский язык» для 5, 6, 8, 9, 10, 11 классов общеобразовательных школ с русским языком обучения, которые были утверждены МОН РК. 
Всего было опубликовано 32 учебника и методических руководства по предмету "Русский язык", среди которых:
1. Учебники для 5, 6 классов общеобразовательной школы. Алматы: Атамура, 2005. (в соавт.:  Павленко В. К.)
2. Учебник для 8 класса общеобразовательных школ. Алматы: Мектеп, 2004. (в соавт.: Кабдолова К. Л., Килевая Л. Т.)
3. Учебник для 9 класса общеобразовательной школы. Алматы: Атамура, 2005. (в соавт.: Сулейменова Э. Д.)
4. Учебники для 10 классов естественно-математического и общественно-гуманитарного направлений общеобразовательных школ. Алматы: Мектеп, 2006. (в соавт.: Жубуева Ф.Х.)
5. Учебники для 5, 7, 8 классов общеобразовательных школ. Алматы: Мектеп, 2018. (в соавт.: Скляренко К. С.)
6. Учебник для 6, 9, 11 классов общеобразовательных школ. Алматы: Мектеп, 2018. (в соавт.: Бейсембаев А. Р.)
7. Учебники для 10 классов общественно-гуманитарного и естественно-математического направлений общеобразовательных школ. Алматы: Мектеп, 2019. (в соавт.: Алтынбекова О. Б.)